# Lasioglossum impavidum
Lasioglossum impavidum är en biart som först beskrevs av Sandhouse 1924.  Lasioglossum impavidum ingår i släktet smalbin, och familjen vägbin. Inga underarter finns listade i Catalogue of Life.

## Bildgalleri

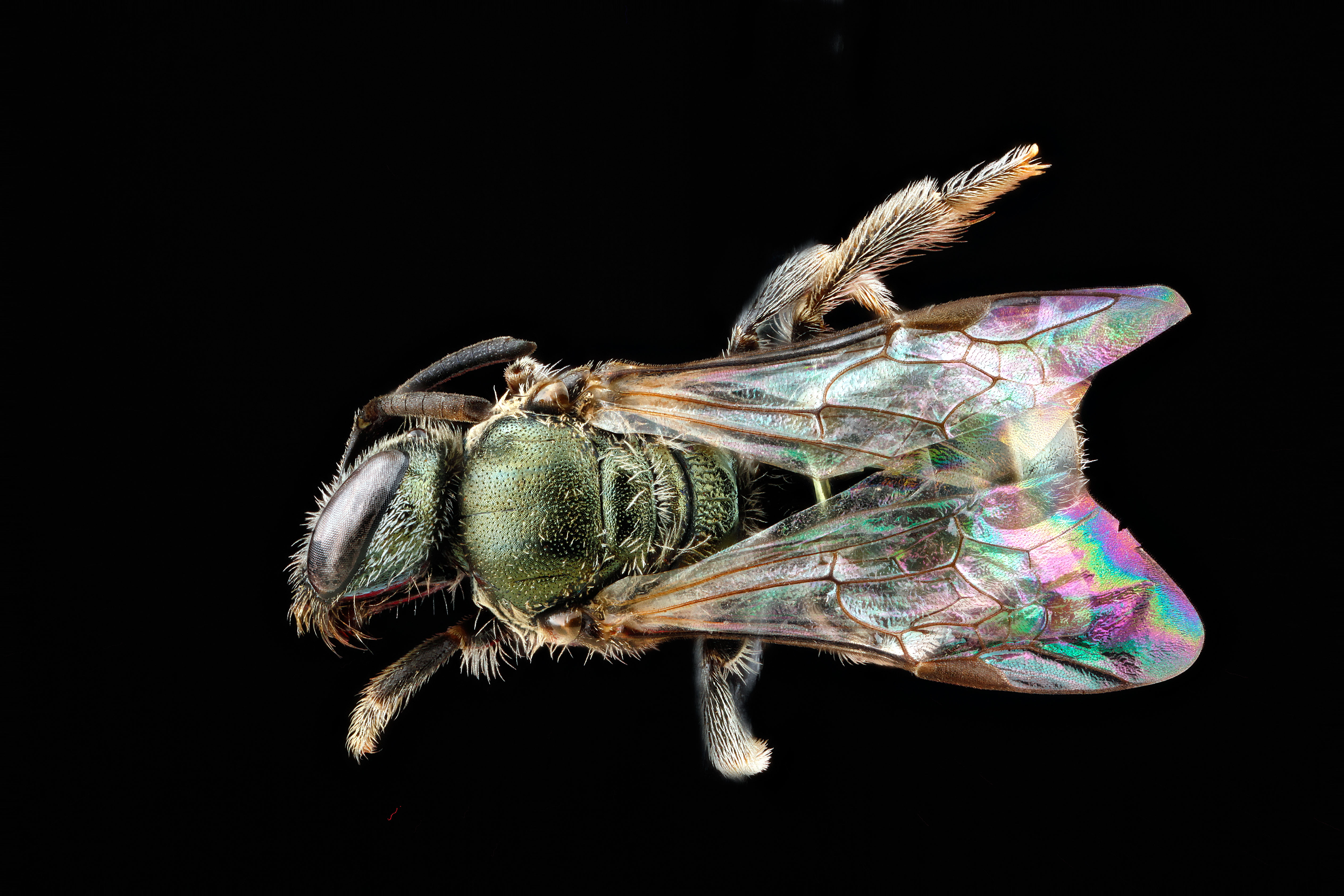